# Herb Leska
Herb Leska – jeden z symboli miasta Lesko i gminy Lesko w postaci herbu.

## Wygląd i symbolika
Herb przedstawia  na czerwonej tarczy wstęgę białą z krzyżem barwy złotej. W herbie wielkim nad tarczą umieszczone są hełm i korona hrabiowska, dwie trąby barwy srebrnej, a między nimi lew złoty.
Wizerunek herbowy nawiązuje do herbu szlacheckiego Szreniawa, którym pieczętowali się Kmitowie, dawni właściciele miasta. Wstęga symbolizuje również rzekę San, nad którą leży miasto.

## Historia
Wizerunek herbowy widnieje na pieczęciach miejskich z XV i XVI wieku.